# Elezioni parlamentari in Ungheria del 1975
Le elezioni parlamentari della Repubblica Popolare d'Ungheria del 1975 si sono tenute il 15 giugno.
Il Partito Socialista Operaio Ungherese era l'unico partito presente ed ha ottenuto 215 posti su 352; gli altri 137 seggi sono andati a candidati indipendenti scelti dal partito.

## Risultati
| Partito                              | Voti      | %    | Seggi |
| ------------------------------------ | --------- | ---- | ----- |
| Partito Socialista Operaio Ungherese |           | 99,6 | 215   |
| Indipendenti                         | 137       | 99,6 |       |
| Contrari                             |           | 0,4  | 0     |
| Nulle                                | –         | –    | –     |
| Totale                               | 7.527.169 | 100  | 352   |
| Fonte: Nohlen & Stöver               |           |      |       |